# Захарово (Муромский район)
Захарово — деревня в Муромском районе Владимирской области России, входит в состав Борисоглебского сельского поселения.

## География
Деревня расположена близ поймы реки Оки в 45 км на северо-восток от центра поселения села Борисоглеб и в 57 км на северо-восток от райцентра города Муром.

## История
В конце XIX — начале XX века деревня входила в состав Боровицкой волости Гороховецкого уезда, с 1926 года — в составе Фоминской волости Муромского уезда. В 1905 году в деревне числилось 49 дворов, в 1926 году — 54 двора.
С 1929 года деревня являлась центром Захаровского сельсовета Фоминского района Горьковского края, с 1944 года — в составе Владимирской области, с 1954 года — в составе Красноборского сельсовета, с 1959 года — в составе Муромского района, с 1977 года — в составе Польцовского сельсовета, с 2005 года — в составе Борисоглебского сельского поселения. 

## Население
| 1905 | 1926 | 2002 | 2010 | 2021 |
| ---- | ---- | ---- | ---- | ---- |
| 199  | ↗294 | ↘13  | ↘10  | ↗11  |